# Gammleng-Preis
Gammlengprisen (auch Rolf Gammlengs pris) ist ein jährlich in acht Rubriken verliehener norwegischer Kunstpreis. Geschaffen wurde er 1982 vom Fonds für Darstellende Künstler anlässlich des 25-jährigen Gründungsjubiläums des Fonds. Benannt ist er nach Rolf Gammleng, der die Norwegische Musiker-Gewerkschaft führte, als der Fonds 1957 durchgesetzt wurde. Er wird für Leistungen in der Musik und im Theater verliehen. Derzeit werden jährlich fünf Musiker und zwei Tänzer oder Schauspieler mit jeweils 50 000 (etwa 4780 Euro, Stand Februar 2021) Norwegische Kronen, sowie ein Künstler mit 75 000 (etwa 7100 Euro, Stand Februar 2021) Kronen für sein Lebenswerk ausgezeichnet. Von 1982 bis 1990 waren es jährlich acht, von 1991 bis 2002 waren es jährlich neun. 
| Inhaltsverzeichnis: 1. Preisträger 1982 • 1983 • 1984 • 1985 • 1986 • 1987 • 1988 • 1989 • 1990 • 1991 • 1992 • 1993 • 1994 • 1995 • 1996 • 1997 • 1998 • 1999 • 2000 • 2001 • 2002 • 2003 • 2004 • 2005 • 2006 • 2007 • 2008 • 2009 • 2010 • 2011 • 2012 • 2013 • 2014 • 2015 • 2016 • 2017 • 2018 • 2019 2. Weblinks |

## Preisträger

### 1982
- Jens Book-Jenssen (Lebensleistung)
- Jan Garbarek (Jazz)
- Eva Knardal (Klassik)
- Pete Knutsen (Studio)
- Fred Nøddelund (Studio)
- Terje Venaas (Studio)
- Lillebjørn Nilsen (Song)
- Kirsti Sparboe (Pop)

### 1983
- Nora Brockstedt (Lebensleistung)
- Åge Aleksandersen (Popmusik)
- Karin Krog (Jazz)
- Øystein Sunde (Song)
- Arve Tellefsen (Klassik)
- Frode Thingnæs (Studiomusiker)
- Henryk Lysiak (Studio)
- Sveinung Hovensjø (Studio)

### 1984
- Inger Jacobsen (Lebensleistung)
- Arild Andersen (Jazz)
- Alf Cranner (Song)
- Brynjar Hoff (Klassik)
- Jahn Teigen (Pop)
- Kari Gjærum (Studio)
- Freddy Lindquist (Studio)
- Jon Christensen (Studio)

### 1985
- Åse Wentzel (Lebensleistung)
- Trond Granlund (Pop)
- Birgitte Grimstad (Song)
- Egil Kapstad (Jazz)
- Robert Levin (Klassik)
- Marius Müller (Studio)
- Nils Petter Nyrén (Studio)
- Svein Dag Hauge (Studio)

### 1986
- Kurt Foss (Lebensleistung)
- Laila Dalseth (Jazz)
- Jonas Fjeld (Popmusik)
- Finn Kalvik (Song)
- Robert Riefling (Klassik)
- Henning Sommerro (Studio)
- Trygve Thue (Studio)
- Rolf Graf (Studio)

### 1987
- Ottar E. Akre (Lebensleistung)
- Kjell Bækkelund (Klassik)
- Lars Klevstrand (Song)
- The Monroes (Popmusik)
- Bjarne Nerem (Jazz)
- Arne Monn-Iversen (Studio)
- Bjørn Nessjø (Studio)
- Per Nyhaug (Studio)

### 1988
- Erik Bye (Lebensleistung)
- Dollie de Luxe (Pop)
- Bjarne Larsen (Klassik)
- Magni Wentzel (Jazz)
- Geirr Lystrup (Song)
- Kai Angel Næsteby (Studio)
- John Svendsen (Studio)
- Kjetil Bjerkestrand (Studio)

### 1989
- Rowland Greenberg (Lebensleistung)
- Bjørn Alterhaug (Jazz)
- Jan Eggum (Song)
- Liv Glaser (Klassik)
- Vazelina Bilopphøggers (Pop)
- Elisabeth Sønstevold (Studio)
- Kari Iveland (Studio)
- Svein Christiansen (Studio)

### 1990
- Egil Monn-Iversen (Lebensleistung)
- Kari Bremnes (Song)
- Jørn Hoel (Popmusi)
- Terje Rypdal (Jazz)
- Froydis Ree Wekre (Klassik)
- Ragnar Robertsen (Studio)
- Kari Stokke (Studio)
- Eivind Aarset (Studio)

### 1991
- Willy Andresen (Lebensleistung)
- Kirsten Bråten Berg (Song)
- Kristian Bergheim (Jazz)
- Sidsel Endresen (offen)
- Anita Skorgan (Popmusik)
- Knut Skram (Klassik)
- Olav Dale (Studio)
- Terje Methi (Studio)
- Bent Wiedswang (Studio)

### 1992
- Arne Bendiksen (Lebensleistung)
- Dance with a Stranger (Popmusik)
- Tove Karoline Knudsen (Song)
- Anne Grete Preus (offen)
- Knut Riisnæs (Jazz)
- Per Vollestad (Klassik)
- Bjørn Jacobsen (Studio)
- Knut Reiersrud (Studio)
- Harald Skogrand (Studio)

### 1993
- Carsten Andersen (Lebensleistung)
- Leif Ove Andsnes (Klassik)
- Mari Boine (offen)
- Bendik Hofseth (Jazz)
- Hanne Krogh (Popmusik)
- Halvdan Sivertsen (Song)
- Edvard Askeland (Studio)
- Karl Johan Helgesen (Studio)
- Ida Lind (Studio)

### 1994
- Vidar Sandbeck (Lebensleistung)
- Maj Britt Andersen (offen)
- Totti Bergh (Jazz)
- Kari Svendsen (Song)
- Ole Kristian Ruud (Klassik)
- DeLillos (Popmusik)
- Noralf Glæin (Studio)
- Kristin Skaare (Studio)
- Geir Sundstøl (Studio)

### 1995
- Kjell Karlsen (Lebensleistung)
- Ole Edvard Antonsen (Klassik)
- Ole Paus (Song)
- Kåre Virud (Popmusik)
- Egil Johansen (Jazz)
- Lynni Treekrem (offen)
- Per Hillestad (Studio)
- Elisabeth Moberg (Studio)
- Oddvar Mordal (Studio)

### 1996
- Torstein Grythe (Lebensleistung)
- Einar Steen-Nøkleberg (Klassik)
- Bjørn Eidsvåg (Song)
- Di Derre (Popmusik)
- Ole Jacob Hansen (Jazz)
- Sigmund Groven (offen)
- Geir Holmsen (Studio)
- Mariann Lisland (Studio)
- Lasse Hafreager (Studio)

### 1997
- Einar Iversen (Lebensleistung)
- Bjørn Johansen (Jazz)
- Dum Dum Boys (Popmusik)
- Odd Børretzen (Song)
- Geir Henning Braaten (Klassik)
- Agnes Buen Garnås (offen)
- Rita Eriksen (Studio)
- Paolo Vinaccia (Studio)
- Jørun Bøgeberg (Studio)

### 1998
- Harry Kvebæk (Lebensleistung)
- Nils Petter Molvær (Jazz)
- Espen Lind (Popmusik)
- Vamp (Song)
- Truls Mørk (Klassik)
- Karl Seglem (offen)
- Iver Kleive (Studio)
- Sonja Wold (Studio)
- Rune Arnesen (Studio)

### 1999
- Egil Storbekken (Lebensleistung)
- Bugge Wesseltoft (Jazz)
- Motorpsycho (Popmusik/Rock)
- Kine Hellebust (Song)
- Anne-Lise Berntsen (Klassik)
- Steinar Ofsdal (offen)
- Håkon Iversen (Studio)
- Børge Petersen-Øverleir (Studio)
- Odd Arvid Eilertsen (Studio)

### 2000
- Aase Nordmo Løvberg (Lebensleistung)
- Kristin Asbjørnsen (Jazz)
- Ronni Le Tekrø (Popmusik/Rock)
- Vertavokvartetten (Klassik)
- Jørn Simen Øverli (Song)
- Susanne Lundeng (offen)
- Ole Amund Gjersvik (Studio)
- Bitten Forsudd (Studio)
- Tom Steinar Lund (Studio)

### 2001
- Ivar Medaas (Lebensleistung)
- Knut Værnes (Jazz)
- Solveig Kringlebotn (Klassik)
- Ketil Bjørnstad (offen)
- Midnight Choir (Popmusik)
- Louis Jacobi (Song)
- Roy Hellvin (Studio)
- Jorun Erdal (Studio)
- Karim Sayed (Studio)

### 2002
- Finn Eriksen (Lebensleistung)
- Morten Abel (Popmusik)
- Håvard Gimse (Klassik)
- Vigleik Storaas (Jazz)
- Terje Nilsen (Song)
- Hallvard T. Bjørgum (offen)
- Stein Inge Brækhus (Studio)
- Gunnar Andreas Berg (Studio)
- Kristin Pedersen (Studio)

### 2003
- Wenche Myhre (Lebensleistung)
- D.D.E (Popmusik)
- Randi Stene (Klassik)
- Hege Tunaal (Song)
- Jacob Young (Jazz)
- Berit Opheim (Folkmusik)
- Hans Petter Gundersen (Studio)
- Tor Inge Rishaug (Studio)
- Anne Krigsvoll (Schauspieler)
- Cecilie Lindeman Steen (Tanz)

### 2004
- Ole Ivars (Lebensleistung)
- Dimmu Borgir (Black Metal)
- Live Maria Roggen (Jazz)
- Jon Wien Sønstebø (Studio)
- Terje Tønnessen (Klassik)
- Jan Bang (Studio)
- Tommy Tee (Rap)
- Annbjørg Lien (Folkmusik)
- Line Tørmoen (Tanz)
- Laila Goody (Schauspieler)

### 2005
- Inger Lise Rypdal (Lebensleistung)
- Stian Carstensen (Studio)
- Tom Erik Antonsen (Studio)
- John Pål Inderberg (offen)
- Grieg Trio (Klassik)
- WE (Rock)
- Lars Martin Myhre (Song)
- Silje Nergaard (Jazz)
- Terje Tjøme Mossige (Tanz)
- Bjørn Sundquist (Schauspieler)

### 2006
- Knutsen & Ludvigsen (Lebensleistung)
- Trygve Seim (Jazz)
- Atle Sponberg (Klassik)
- Turboneger (Rock)
- Ivar «Ravi» Johansen (Rap)
- Tone Hulbækmo (Song/Folkmusik)
- Sidsel Walstad (Studio)
- Horns for Hire (Morten Halle, Torbjørn Sunde, Jens Petter Antonsen) (Studio)
- Anne Marit Jacobsen (Schauspieler)
- Therese Skauge (Tanz)

### 2007
- Odd Børretzen (Lebensleistung)
- Oslo String Quartet (Klassik)
- Henning Kvitnes (Popmusik)
- Unni Løvlid (Folkmusik)
- The Brazz Brothers (Jazz)
- Lene Marlin (offen)
- Knut Hem and Jon Willy Rydningen (Studio)
- Marianne Nielsen (Schauspieler)
- Charlotte Våset (Tanz)

### 2008
- Åge Aleksandersen (Lebensleistung)
- a-ha (Popmusik)
- Knut Buen (Folk)
- Elise Båtnes (Klassik)
- Jon Balke (Jazz)
- Anneli Drecker (offen)
- Steinar Krokstad (Studio)
- Morten Skaget (Morty Black) (Studio)
- Hildegunn Eggen (Schauspieler)
- Halldis Olafsdottir (Tanz)

### 2009
- Jahn Teigen (Lebensleistung)
- Malika Makouf Rasmussen (offen)
- Håkon Austbø (Klassik)
- Finn Sletten (Jazz)
- Ane Brun (Folk)
- Hellbillies (Rock/Roots)
- Kåre Christoffer Vestrheim (Studio)
- Dorthe Dreier (Studio)
- Monna Tandberg (Schauspieler)
- Richard Suttie (Tanz)

### 2010
- Lillebjørn Nilsen (Lebensleistung)
- Marit Larsen (Popmusik)
- Alfred Janson (offen)
- Sinikka Langeland (Folk)
- Nordic Voices (Kunstmusik)
- Rita Engedalen (Blues)
- Jonny Sjo (Studio)
- Erland Dahlen (Studio)
- Even Stormoen (Schauspieler)
- Suzie Davies (Tanz)

### 2011
- Jan Eggum (Lebensleistung)
- Eugenie Skilnand (Tanz)
- Sven Nordin (Schauspieler)
- Yngve Sætre (Studio)
- Frank Brodahl (Studio)
- Eli Storbekken (Folk)
- Solveig Slettahjell (Jazz)
- Henning Kraggerud (Kunstmusik)
- Sissel Kyrkjebø (offen)
- Satyricon (Metal)

### 2012
- Lise Fjeldstad (Lebensleistung)
- Helge Jordal (Schauspieler)
- Gry Kipperberg (Tanz)
- Tove Kragset (Studio)
- Jan Erik Kongshaug (Studio)
- Røyksopp (Electronika)
- Det Norske Solistkor (Kunstmusik)
- Eldbjørg Raknes (Jazz)
- Valkyrien Allstars (Folk)
- Susanna Wallumrød (offen)

### 2013
- Anne Grete Preus (Lebensleistung)
- Arild Stav (Studiomusiker)
- Lise Voldsdal (Studiomusiker)
- Maja Ratkje (Samtidsmusikk)
- Olga Konkova (Jazz)
- Odd Nordstoga (Folk)
- Kaizers Orchestra (Pop/Rock)
- Hilde Marie Kjersem (offene Klasse)
- Ricardo Daniel Proietto (Tanz)
- Ståle Bjørnhaug (Schauspieler)

### 2014
- Karin Krog (Lebensleistung)
- Ole Petter Andreassen (Studiomusiker)
- Kim Ofstad (Studiomusiker)
- Helge Sten (Samtidsmusikk/Elektronika)
- Dag Arnesen (Jazz)
- Sigrid Moldestad (Folk)
- BigBang (Pop/Rock)
- Hilde Louise Asbjørnsen (offene Klasse)
- Lars Øyno (Schauspieler)
- Marianne Kjærsund (Tanz)

### 2015
- Indra Lorentzen (Lebensleistung)
- David Wallumrød (Studiomusiker)
- Torstein Lofthus (Studiomusiker)
- Bergen Filharmoniske Orkester (Kunstmusik)
- Jaga Jazzist (Jazz)
- Gjermund Larsen (Folk)
- Raga Rockers (Rock)
- Trio Mediæval (offene Klasse)
- Jorunn Kjellsby (Schauspieler)
- Steffi Lund (Tanz)

### 2016
- Åse Kleveland (Lebensleistung – Musik)
- Marte Sæther (Lebensleistung – Tanz)
- Juni Dahr (Lebensleistung – Theater)
- Det Norske Kammerorkester (Klassik)
- Frode Fjellheim (Offene Klasse)
- Vidar Busk (Jazz/Blues)
- Ola Bremnes (Volksmusik)
- Karpe Diem (Rap/Hiphop)
- Nikolai Hængsle (Studiomusiker)
- Kaja Fjellberg Pettersen (Studiomusiker)
- Guro Nagelhus Schia (Tanz)
- Merete Klingen (Schauspiel)

### 2017
- Bjørn Eidsvåg (Lebenswerk)
- Kyrre Fritzner (Studiomusiker)
- Martin Horntveth (Studiomusiker)
- Rolf-Erik Nystrøm (Kunstmusik/Gegenwartsmusik)
- Jørgen Munkeby (Jazz/Metal/Impro)
- Anne Nymo Trulsen (Volksmusik)
- Madcon (Pop/Rock)
- Hanne Hukkelberg (Offene Klasse)
- Guandaline Sagliocco (Schauspielerin)
- Ole Willy Falkhaugen (Tanz)

### 2018
- Liv Glaser (Lebensleistung)
- Håkon Kornstad (Studiomusiker)
- Tor Egil Kreken (Studiomusiker)
- Susanne Sundfør (Jazz)
- Erlend Apneseth (Folk)
- Javid Afsari Rad (offene Klasse)
- Anne Marit Sæther (Schauspieler)
- Pia Elton Hammer (Tanz)

### 2019
- Casino Steel (Lebenswerk)
- Trondheimsolistene (Kunstmusik)
- Tove Bøygard (Volksmusik)
- Hanna Paulsberg (Jazz)
- Sondre Justad (Pop)
- Birger Mistereggen (Studiomusiker)
- Siri Jøntvedt (Tanz)
- Terje Strømdahl (Schauspieler)